# CE Monte-Carlo
CE Monte-Carlo – monakijski klub szachowy, dwukrotny mistrz Francji, mistrz Francji kobiet z 2019 roku, siedmiokrotny zdobywca Pucharu Europy kobiet.

## Historia
Klub powstał w 1949 roku. W 1994 roku rozpoczął grę w mistrzostwach Francji, rozpoczynając od czwartej ligi. W sezonie 1998/1999 klub zadebiutował w Nationale I. Uzyskano wówczas wicemistrzostwo Francji, ulegając jedynie CS Clichy. W latach 2001–2002 zespół zdobył tytuł mistrzowski. W mistrzostwach Francji zespół uczestniczył do 2006 roku. W 2004 roku klub zadebiutował w Pucharze Europy, zajmując ósme miejsce w klasyfikacji. Po wycofaniu się z mistrzostw Francji klub kontynuował wystawianie drużyny w Pucharze Europy, jednak zajmował niższe pozycje. W późniejszym okresie klub powrócił do rywalizacji w mistrzostwach Francji; na początku lat 20. rywalizował w drugiej lidze.
Od 2007 roku klub uczestniczył w Pucharze Europy kobiet, wygrywając go siedmiokrotnie (2007, 2008, 2010, 2012, 2013, 2016, 2018). W latach 2009, 2014 i 2021 zajął drugie miejsce. 

## Zawodnicy
Zawodnikami klubu byli m.in.:

- Michael Adams[9]
- Zoltán Almási[10]
- Ulf Andersson[11]
- Aleksandr Baburin[11]
- Amir Bagheri[5]
- Christian Bauer[11]
- Anthony Bellaiche[12]
- Algimantas Butnorius[1]
- Sarasadat Chademalszari’e[13]
- Deimantė Cornette[14]
- Pia Cramling[15]
- Josif Dorfman[16]
- Tatiana Dornbusch[5]
- Nana Dzagnidze[15]
- Jean-Philippe Gentilleau[16]
- Aleksandra Goriaczkina[17]
- Hou Yifan[15]
- Igor Jefimow[16]
- Alina Kaszlinska[18]
- Humpy Koneru[15]
- Anthony Kosten[16]
- Aleksandra Kostieniuk[15]
- Roza Lallemand[11]
- Maria Leconte[19]
- Kateryna Łahno[15]
- Władimir Małachow[12]
- David Marciano[16]
- Gilles Mirallès[16]
- Anna Muzyczuk[15]
- Marija Muzyczuk[15]
- Jeroen Piket[20]
- Olivier Renet[16]
- Arkadij Rotstein[16]
- Almira Skripczenko[15]
- Nigel Short[12]
- Monika Soćko[15]
- Antoaneta Stefanowa[21]
- Aleksiej Szyrow[20]
- Xie Jun[15]
- Zhu Chen[15]